# Aladin (jméno)
Aladin je mužské křestní jméno, většinou užívané v muslimském světě. Jde o zkrácenou verzi arabského jména Alá’uddín, které lze přeložit jako výtečnost náboženství. Je zde zkombinováno slovo alá (علاء) znamenitost, výška se slovem dín (دين) náboženství, víra. Toto jméno neslo několik sultánů z Dillí.

## Známí nositelé
- Aladin, hlavní postava z animovaného filmu Aladin z produkce Walta Disneyho